# Barneys många liv
Barneys många liv (originaltitel: Barney's Version) är en dramafilm från 2010 regisserad av Richard J. Lewis, och baserad på romanen med samma namn av Mordecai Richler. Filmen nominerades till guldlejonet vid den internationella filmfestivalen i Venedig 2010.

## Rollista
- Paul Giamatti som Barney Panofsky
- Rosamund Pike som Miriam, Barney tredje ex-fru
- Dustin Hoffman som Izzy, Barneys far
- Anna Hopkins som Kate, Barney & Miriams dotter
- Jake Hoffman som Michael, Barney & Miriams son
- Bruce Greenwood som Blair
- Rachelle Lefevre som Clara, Barneys första ex-fru
- Minnie Driver som Barneys andra ex-fru
- Scott Speedman som Boogie
- Mark Addy som detektiv O'Hearne
- Saul Rubinek som Charnofsky, Barneys första svärfar
- Clé Bennett som Cedric
- Harvey Atkin som Barneys andra svärfar
- Mark Camacho som Mark
- Larry Day som bartender
- Zack Kifell som Young Michael
- Simone Richler som Young Kate
- Macha Grenon som Solange
- Maury Chaykin

## Mottagande

### Kritik
Barney's Version har allmänt fått bra recensioner. Hemsidan Rotten Tomatoes rapporterar att 85% av kritiken som filmen har fått har varit positiva, baserat på 72 recensioner, med ett genomsnittligt betyg på 6,8/10.

### Ekonomi
Filmer har tjänat brutto $472 892 i Kanada och $285 213 i USA.

### Priser
| Pris                              | Ceremonidatum    | Kategori                      | Mottagare                            | Resultat  |
| --------------------------------- | ---------------- | ----------------------------- | ------------------------------------ | --------- |
| Oscarsgalan 2011                  | 27 februari 2011 | Bästa smink                   | Adrien Morot                         | Nominerad |
| Genie Awards                      | 10 mars 2011     | Bästa film                    |                                      | Nominerad |
| Genie Awards                      | 10 mars 2011     | Bästa manliga huvudroll       | Paul Giamatti                        | Vann      |
| Genie Awards                      | 10 mars 2011     | Bästa kvinnliga skådespelare  | Rosamund Pike                        | Nominerad |
| Genie Awards                      | 10 mars 2011     | Bästa manliga biroll          | Dustin Hoffman                       | Vann      |
| Genie Awards                      | 10 mars 2011     | Bästa kvinnliga biroll        | Minnie Driver                        | Vann      |
| Genie Awards                      | 10 mars 2011     | Bästa regi                    | Richard J. Lewis                     | Nominerad |
| Genie Awards                      | 10 mars 2011     | Bästa art director/scenografi | Claude Paré and Élise de Blois       | Vann      |
| Genie Awards                      | 10 mars 2011     | Bästa kostym                  | Nicoletta Massone                    | Vann      |
| Genie Awards                      | 10 mars 2011     | Bästa manus efter förlaga     | Michael Konyves                      | Nominerad |
| Genie Awards                      | 10 mars 2011     | Bästa filmmusik               | Pasquale Catalano                    | Vann      |
| Genie Awards                      | 10 mars 2011     | Bästa smink                   | Adrien Morot och Micheline Trépanier | Vann      |
| Golden Globe Award                | 16 januari 2011  | Bästa skådespelare            | Paul Giamatti                        | Vann      |
| London Film Critics Circle Awards | 10 februari 2011 | Bästa brittiska skådespelare  | Rosamund Pike                        | Nominerad |
| London Film Critics Circle Awards | 10 februari 2011 | Bästa brittiska biroll        | Minnie Driver                        | Nominerad |
| Satellite Awards                  | 19 december 2010 | Bästa biroll                  | Rosamund Pike                        | Nominerad |